# Kenneth Lau
"Kenneth" Lau Chi Yung (Hongkong, 6 juni 1960) is een autocoureur en ondernemer uit Hongkong.

## Carrière
Lau begon zijn autosportcarrière in 2004 in de Aziatische Formule Renault Challenge. Hij bleef hier lange tijd actief, waarin zijn beste kampioenschapsresultaat in 2014 was, het jaar dat hij achtste werd in de Masters-klasse. Hiernaast heeft hij ook deelgenomen aan het Hong Kong Touring Car Championship en de Chinese Renault Clio Cup. In het laatste kampioenschap werd hij in 2010 tweede met drie overwinningen. In 2011 maakte hij zijn debuut in de Asian Touring Car Series, waarin hij direct tweede werd met twee overwinningen.
In 2015 maakte Lau zijn debuut in de TCR Asia Series, waarin hij uitkwam voor het team Prince Racing in een Honda Civic TCR. Terwijl zijn teamgenoot Michael Choi de eerste kampioen werd in de klasse, eindigde Lau met een vierde plaats op het Sepang International Circuit als beste resultaat op de achtste plaats in het kampioenschap met 46 punten. Daarnaast reed hij dat jaar ook in de laatste drie raceweekenden van de TCR International Series voor Prince Racing naast Choi in een Honda Civic TCR. Met een veertiende plaats op het Chang International Circuit als beste resultaat werd hij 52e in het kampioenschap.